# 包起帆
包起帆（1951年2月2日—），男，上海人，中华人民共和国工程师、发明家。1968年参加工作，现任华东师范大学国际航运物流研究院院长。曾任上海国际港务（集团）股份有限公司副总裁、上海市人民政府参事、中国发明协会副会长。曾被选为中国共产党第十四、十五、十六、十七次全国代表大会代表，中国人民政治协商会议第九届全国委员会委员（中华全国总工会界别）。

## 生平
1968年，初中毕业的包起帆在上海港务局白莲泾装卸作业站参加工作，6年之後因為脚骨折，改做机修车间一名修理工；1977年入学上海市业余工业大学，就读于起重运输机械专业，半工半读，1981年毕业。1978年，因工伤调职至原上海港务局南浦港务公司，负责修理码头起重机。任职期间，为了改善工人进行木材装卸的条件，其发明了“木材抓斗装卸工艺系统”，获得专利授权，因此被人称为“抓斗大王”。1985年加入中国共产党。1996年，调职上海港务局龙吴港务公司，为避免该港口水文条件不适合外贸集装箱的劣势，包起帆与他的同事一起研究，于1996年12月15日开创了中国水运史上第一条内贸标准集装箱航线。2001年，任上海港务局副局长（分管技术）；上海港务局改制后，任上港集团副总裁。
2005年6月，包起帆从武汉理工大学物流管理专业毕业；2011年，包起帆受聘为武汉理工大学客座教授。

## 荣誉
1981年，包起帆获评上海市劳动模范；在1989年、1995年、2000年、2005年、2010年，包起帆连续五届获得全国劳动模范称号，还被评选为共和国60位最具影响力的劳动模范；在1985年、2004年，包起帆两次获得全国五一劳动奖章。2007年，包起帆获评第一届全国敬业奉献模范。
2006年5月10日，包起帆在巴黎国际发明展览会获得4枚金质奖章，成为105年以来单次获得金奖最多的发明家。其中，包起帆团队研制的“集装箱电子标签系统”被专家认为将是集装箱运输的革命。2011年，该电子标签系统被国际标准化组织正式标准化，即ISO 18186。此外，他曾在1992年和2008年分别获得比利时利奥波德军官级勋章和比利时王冠军官级勋章，1999年获得聂荣臻发明创新奖，2007年获得何梁何利科技创新奖，2010年获得发明者世界联合会特别奖。2018年12月获评改革先锋称号。